# IC 391
IC 391 — галактика типу Sc/P () у сузір'ї Жираф.
Цей об'єкт міститься в оригінальній редакції індексного каталогу.